# G-Shock
G-Shock са серия часовници, произвеждани от Касио и създадени да издържат високи механични натоварвания. Часовниците са с изцяло течнокристален дисплей или комбинация между циферблат и течнокристален дисплей. Касио обявяват първия G-Shock през 1983 г., като часовникът е създаден да издържа падане от 10 метра височина и водно налягане до 10 бара и се захранва от слънчева батерия.
Съвременните часовници G-Shock могат да имат дори още по-голяма издръжливост. Моделите обичайно притежават функции като хронометър и висотомер, а по-новите модели също GPS и Bluetooth.

## Модели

### Метални/Титанови модели
- MT-G
- MR-G
- GA-1000
- Master of G
  - Frogman
  - Gulfman
  - Mudman
  - Riseman
  - Rangeman

### Оригинални модели
- DW-5000
- DW-5200
- DW-5600C
- DW-5600E
- GW-5000
- GW-5600
- Gw-5610

### Класически модели
- DW-5700
- DW-5800
- DW-5900
- DW-6000
- DW-6100
- DW-6200
- DW-6600
- DW-6900
- DW-8200
- DW-8600
- DW-8700
- DW-9000
- DW-9050
- DW-9052
- DW-9052V
- DW-9500
- DW-9600
- DW-001
- DW-002
- DW-003
- DW-004